# 施利奧·費利拿·杜斯·山度士
施利奧·費利拿·杜斯·山度士（葡萄牙語：Célio Ferreira dos Santos，1987年7月20日—），巴西职业足球运动员，曾效力于马来西亚超级足球联赛球会古晋市。
他在2010年3月轉到中超球會陕西中建，以取代賽季前受傷的萬厚良。他在6月份被陕西中建队解约，在北京国安短暂试训失败后前往葡萄牙，加盟葡萄牙足球甲级联赛球会貝倫人。